# Børge Christensen
Børge Worziger Christensen (ur. 18 maja 1912 w Kopenhadze, zm. 4 sierpnia 1967 w gminie Gentofte) – duński strzelec, olimpijczyk.
Wystąpił na Letnich Igrzyskach Olimpijskich 1948 w jednej konkurencji, którą był karabin małokalibrowy leżąc z 50 m. Zajął w niej 42. pozycję. 

## Wyniki

### Igrzyska olimpijskie
| Igrzyska    | Konkurencja                       | Wynik                         | Miejsce | Źródło |
| ----------- | --------------------------------- | ----------------------------- | ------- | ------ |
| Londyn 1948 | Karabin małokalibrowy leżąc, 50 m | 585 pkt. (96–98–99–96–100–96) | 42      | [ 1 ]  |